# Veľký Krtíš
Veľký Krtíš (hongrois : Nagykürtös) est une ville de la région de Banská Bystrica, en Slovaquie. Sa population est de 13 800 habitants.
Cette ville se situe à 75 km au sud de Banská Bystrica.

## Histoire
La plus ancienne mention de Veľký Krtíš remonte à 1245.

## Démographie

### Évolution de la population
| Année:               | 1994.  | 2004.   | 2014.    | 2024.    |
| -------------------- | ------ | ------- | -------- | -------- |
| Nombre de personnes: | 14 160 | 13 932  | 12 424   | 10 274   |
| Différence:          |        | -1,61 % | -10,82 % | -17,30 % |

| Année:               | 2023.  | 2024.   |
| -------------------- | ------ | ------- |
| Nombre de personnes: | 10 457 | 10 274  |
| Différence:          |        | -1,75 % |